# Мрамор (Какањ)
Мрамор је насељено мјесто у Босни и Херцеговини у општини Какањ које административно припада Федерацији Босне и Херцеговине. Према попису становништва из 2013. у насељу је живјело 163 становника.

## Становништво
| Демографија | Демографија | Демографија |
| Година      | Становника  | Становника  |
| ----------- | ----------- | ----------- |
| 1971.       | 286         |             |
| 1981.       | 368         |             |
| 1991.       | 231         |             |
| 2013.       | 163         |             |